# Albert Aronson

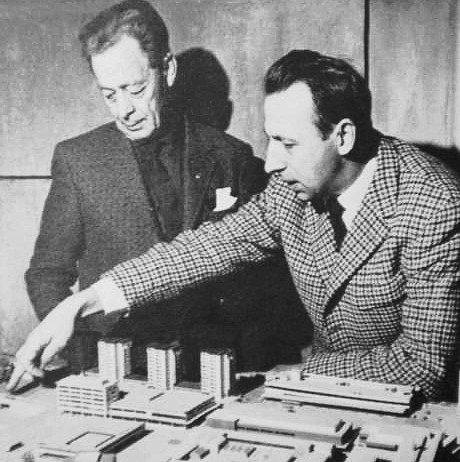
Albert Aronson (t.v.) och Oskar Lindkvist vid en modell av Vällingby Centrum.

Swedolf Albert Aronson, född 22 april 1907 i Gammalstorps församling, Blekinge län, död 13 augusti 2001 i Djurö församling, Stockholms län, var en svensk journalist, verkställande direktör och kommunalpolitiker (socialdemokrat).
Aronson var ordförande i stadskollegiet / kommunstyrelsen i Stockholm 1958-1966 och 1973-1976. Finansborgarråd i Stockholm 1971-1973. 1976 var han under några månader ordförande i kommunfullmäktige i Stockholm. Han var också verkställande direktör i AB Svenska Bostäder mellan 1944 och 1971 och påverkade som sådan planeringen och utförandet av en lång rad förstäder i Stockholm. Albert Aronson var svåger till sin företrädare Hjalmar Mehr.